# الكسندر ألين (كاتب)
الكسندر ألين (بالإنجليزية: Alexander Eliot)‏ هو كاتب أمريكي، ولد في 28 أبريل 1919 في كامبريدج في الولايات المتحدة، وتوفي في 23 أبريل 2015.

## وصلات خارجية
- الموقع الرسمي